# Chrysolina didymata
Chrysolina didymata là một loài bọ cánh cứng trong họ Chrysomelidae. Loài này được Scriba miêu tả khoa học năm 1791.